# Suolajärvi (Kouvola)
Le Suolajärvi est un lac situé à Jaala et Valkeala dans la municipalité de Kouvola en Finlande,.

## Géographie
Le lac Suolajärvi mesure 4,7 kilomètres de long, 3,3 kilomètres de large et sa superficie est de 554 hectares ou 5,5 kilomètres carrés. 
Il compte 7 îles d'une superficie totale de 3,9 hectares, soit moins d'un pour cent de la superficie du lac.
Le volume du lac est de 38,45 millions de mètres cubes, soit 0,03845 kilomètre cube, et sa profondeur moyenne à 6,9 mètres. 
Sa profondeur maximale, au milieu du lac, est de 25 mètres. 
La longueur du rivage du lac est de 25 kilomètres, dont la longueur totale du rivage des îles représente 1,5 kilomètre,.

## Hydrographie
Le lac Suolajärvi fait partie du bassin de la Kymi.
Avec les lacs Niskajärvi et Siikajärvi, il forme un ensemble lacustre de même niveau.
Le lac Suolajärvi s'écoule vers le sud à travers plusieurs détroits jusqu'à Verla, où se trouve la centrale électrique de Verla appartenant à KSS Energia (deux unités construites en 1954 et 1994),.